# Texas Kelly at Bay
Pour plus de détails, voir Fiche technique et Distribution.
Texas Kelly at Bay est un film muet américain réalisé par Francis Ford, sorti en 1913.

## Fiche technique
- Titre : Texas Kelly at Bay
- Réalisation : Francis Ford
- Scénario : Grace Cunard
- Producteur : Thomas H. Ince
- Société de production : Kay-Bee Pictures
- Société de distribution : Mutual Film
- Genre : Western
- Durée : 10 minutes
- Dates de sortie : 
  -  États-Unis : 28 mars 1913

## Distribution
- Joe King : Texas Kelly
- Grace Cunard : Gertrude
- Francis Ford
- Ethel Grandin
- Helen Case